# Hernando Calvo Ospina
Hernando Calvo Ospina född 6 juni 1961 i Cali, Colombia, är en journalist och författare, bosatt i Frankrike.

## Biografi
Den 24 september 1985, då Hernando Calvo Ospina studerade journalism på universitetet (Universidad Central) i Quito, Ecuador, greps han och “försvann”. Som han berättat för Amnesty International och andra internationella människorättsinstitutioner tillbringade han först tre dagar med hand- och fotfängsel och förbundna ögon. Under denna tid tilläts han inte sova och fick inget att äta och knappast något vatten alls. Genom sina fångvaktare fick han veta att han tillfångatagits i ett samordnat tillslag av colombiansk-ecuadoriansk militär underrättelsetjänst. Några dagar tidigare hade en gerillagrupp tillhörande colombianska M-19, Movimiento 19 de Abril, kidnappat en förmögen ecuadoriansk affärsman, så säkerhetstjänsterna inledde en “häxjakt” mot alla colombianer bosatta i Ecuador som ansågs tillhöra den politiska vänstern. Och Calvo Ospina hade gjort sig känd som kritiker av Colombias regering genom olika medier för offentlig opinionsbildning. Han transporterades med ögonbindel och hand- och fotfängsel i bagageluckan på en bil och överlämnades till säkerhetspolisen SIC (Servicio de Investigación de la Policía), Under 5 dagar torterades han brutalt med slag och el-chocker. Han fick några brödbitar och rester från polisernas matsal. När de inte kunde bevisa att han tillhörde någon gerillaorganisation skickades han en fredag till García Moreno fängelset, där han hölls tre månader utan rättegång. På grund av det massiva internationella trycket tvingades president León Febres Cordero gå med på att låta honom lämna fängelset, men bara för att flytas direkt till Lima, Peru.
Efter två månader där, under Förenta nationernas flyktingkommissariat UNHCR beskydd förklarade president Alan Garcia regering honom persona non grata och tvingade honom att lämna landet. Under franskt regeringsbeskydd anlände han den 15 mars 1968 till Paris.
Innan han kunde återuppta sitt yrke som journalist, och för att överleva de första fyra åren i Paris, arbetade han som städare.  Han har också varit volleybolltränare och domare, passionerad salsadansare och musiksamlare.
Han har skrivit flera böcker som har översatts till flera språk (se biografin).
Han är ständig medarbetare i Le Monde diplomatique och har deltagit i produktionen av TV-dokumentärer för brittiska BBC, fransk-tyska ARTE och tyska ADR.
Han har deltagit i konferenser med personligheter som den kubanska ledaren Fidel Castro och Venezuelas president Hugo Chávez. Han har intervjuat Ecuadors president Rafael Correa.
Som journalist har han också intervjuat ledare för colombianska gerillan FARC, (Fuerzas Armadas Revolucionarias de Colombia), som Raúl Reyes (†). Likaså har han intervjuat ledare för gerillan ELN (Ejército de Liberación Nacional) som Manuel Pérez Martínez, f.d högste ledare (†).
Inför arbetet med boken “Don Pablo Escobar” tillbringade han flera dagar med medlemmar i den så kallade Medellínkartellen. När han gjorde "Perú: los senderos posibles" (Peru, de möjliga stigarna) intervjuade han höga peruanska militärer likaväl som ledare och sympatisörer till Sendero Luminoso.
I Miami och New York har han intervjuat ledare för organisationer som har utpekats som ansvariga för terroristbrott och attentat, alla av kubanskt ursprung. De ingick i boken  "¿Disidentes o Mercenarios?"  (Dissidenter eller legoknektar?).
I januari 2005 fick hans dokumentär “The Secret Of The Bat: Bacardi Between Rum And Revolution” (Fladdermusens hemlighet: Bacardi mellan rom och revolution) New Yorks filmfestivals bronsmedalj (Bronze World Medal). Dokumentären grundar sig på hans «Bacardi, la Guerra Oculta» (Bacardis hemliga krig), och han deltog också själv i filmen.
År 2005 nominerades han till EU-kommissionen journalistpris Lorenzo Natali, för sin artikel "Guerra privada en Colombia" (Privatkriget i Colombia) för Le Monde Diplomatique i november 2004.
Som undersökande journalist och avslöjare av statsterrorismen i Colombia, liksom av USA:s aggressiva politik, särskilt i Latinamerika, upptäckte han den 18 april 2009 att han fanns med på USA-myndigheternas "No fly list" (listan över de som inte tillåts flyga) när det flygplan han satt i förbjöds tillträde till USA:s luftrum av “nationella säkerhetsskäl”. På väg från Paris tvingades Air France plan att styra till Mexiko utan mellanlandning i USA.
Han döljer inte sin sympati för den kubanska revolutionen eller för den bolivarianska i Venezuela eller för den förändringsprocess som president Evo Morales leder i Bolivia. Han insisterar på att inbördeskonflikten i Colombia måste få en fredlig lösning.